# Chrysso cambridgei
Chrysso cambridgei là một loài nhện trong họ Theridiidae.
Loài này thuộc chi Chrysso. Chrysso cambridgei được Alexander Petrunkevitch miêu tả năm 1911.